# Biblioteca Chigiana

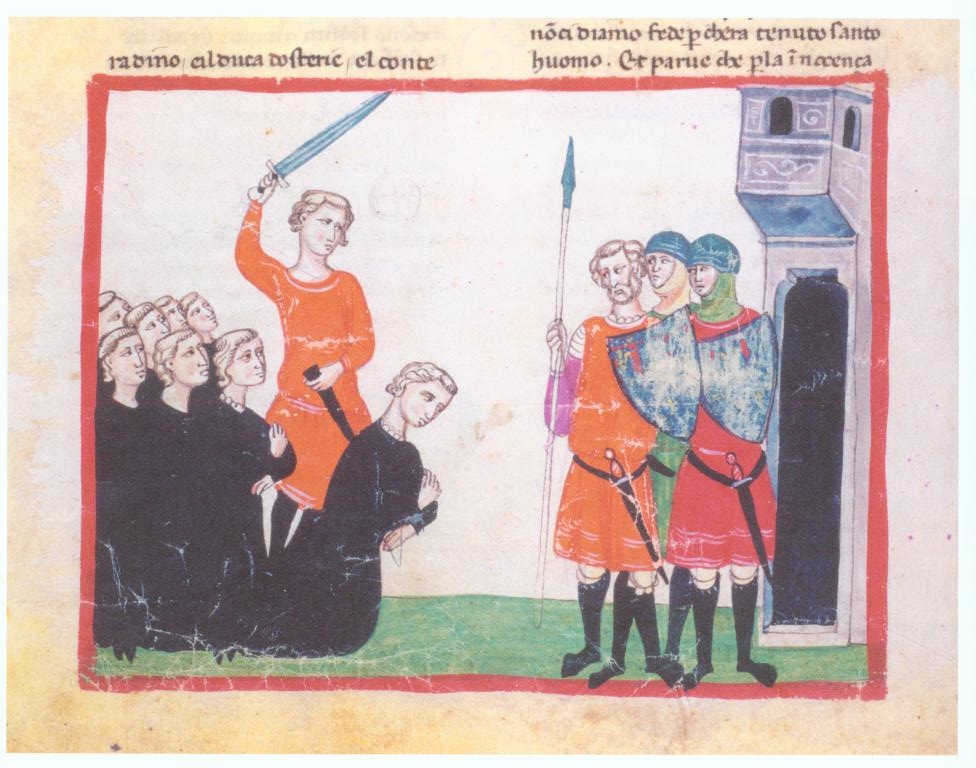
Enthauptung Konradins aus der Chigi-Handschrift der Cronica des Giovanni Villani

Die Biblioteca Chigiana ist seit 1923 ein bedeutender Bestand der Biblioteca Apostolica Vaticana. Kern ist die Büchersammlung des gelehrten Humanisten Fabio Chigi, der als Alexander VII. von 1655 bis 1667 den Stuhl Petri innehatte. Den angemessenen Rahmen für die Bibliothek schuf Alexanders Neffe Agostino Chigi gegen Ende des 17. Jahrhunderts mit der libraria im Palazzo Chigi in Rom, den er 1659 von Olimpia Aldobrandini erworben hatte.  Erweitert wurde sie später von drei Kardinälen aus dem Hause Chigi: Flavio Chigi (1631–1693), Flavio Chigi (1711–1771) und Flavio Chigi (1810–1885).
1764 veröffentlichte Stefano Evodio Assemani einen gedruckten Katalog der Bibliothek.
Im Mai 1918 erwarb die italienische Regierung die Bibliothek für 1.180.000 Lire und machte sie kurz danach im Palazzo Chigi gelehrtem Publikum zugänglich. Am 28. Dezember 1922 wurden die Bestände der Vatikanischen Bibliothek als Schenkung überlassen. Dabei konnte die Regierung eine Verkürzung der Sommerferien der Bibliothek und eine Verlängerung der Öffnungszeiten erreichen. Außerdem wurden die Bestände des Vatikanischen Archivs bis 1846 ohne spezielle Zulassung für Forscher zugänglich. Für jüngere Fonds sicherte der Heilige Stuhl eine großzügige Vergabe von Sondergenehmigungen zu.